# Syrphoctonus crassicornis
Syrphoctonus crassicornis är en stekelart som först beskrevs av Thomson 1890.  Syrphoctonus crassicornis ingår i släktet Syrphoctonus och familjen brokparasitsteklar. Arten är reproducerande i Sverige. Inga underarter finns listade i Catalogue of Life.